# A Brand New Day (bài hát của BTS và Zara Larsson)
"A Brand New Day" là một bài hát của J-Hope và V từ nhóm nhạc nam Hàn Quốc BTS và nữ ca sĩ người Thụy Điển Zara Larsson, là đĩa đơn thứ hai trong BTS World: Original Soundtrack, được phát hành vào ngày 14 tháng 6 năm 2019. Nó được sản xuất bởi Mura Masa.

## Bối cảnh
"A Brand New Day" đã được mô tả là một "bài hát hip hop điện tử", với phần nhạc cụ có daegeum, một cây sáo trúc Hàn Quốc và nhà sản xuất Mura Masa cung cấp một phần beat đi kèm.

## Danh sách bài hát
| Tải kỹ thuật số | Tải kỹ thuật số                                                               | Tải kỹ thuật số |
| STT             | Nhan đề                                                                       | Thời lượng      |
| --------------- | ----------------------------------------------------------------------------- | --------------- |
| 1.              | "A Brand New Day (BTS World Original Soundtrack) [Part 2]" (với Zara Larsson) | 3:25            |

## Bảng xếp hạng
| Bảng xếp hạng (2019)                   | Vị trí cao nhất |
| -------------------------------------- | --------------- |
| Canadian Digital Songs (Billboard)     | 30              |
| Finland Digital Song Sales (Billboard) | 3               |
| France Downloads (SNEP)                | 34              |
| Greece International Digital (IFPI)    | 79              |
| Hungary (Single Top 40)                | 7               |
| Lithuania (AGATA)                      | 90              |
| Malaysia (RIM)                         | 12              |
| New Zealand Hot Singles (RMNZ)         | 19              |
| Scotland (OCC)                         | 36              |
| South Korea (Gaon)                     | 103             |
| Sweden Heatseeker (Sverigetopplistan)  | 9               |
| UK Download Singles (OCC)              | 29              |
| UK Independent Singles (OCC)           | 17              |
| US Digital Songs (Billboard)           | 25              |

## Lịch sử phát hành
| Quốc gia | Ngày             | Định dạng                       | Hãng đĩa        | Nguồn |
| -------- | ---------------- | ------------------------------- | --------------- | ----- |
| Toàn cầu | 14 tháng 6, 2019 | Tải kỹ thuật số phát trực tuyến | Big Hit TakeOne | [ 1 ] |